# Giulio Tagliavini
Giulio Giuliano Tagliavini (Bologna, 10 gennaio 1883 – Bologna, 21 agosto 1952) è stato un ciclista su strada e pistard italiano, professionista discontinuamente dal 1902 al 1912. Soprannominato Taylor, fu un pioniere del ciclismo italiano su strada, anche se non colse alcuna vittoria; partecipò ad alcune classiche nazionali (fra cui ricordiamo il terzo posto alla Milano-Torino 1905 ed il secondo nella classifica generale della Milano-Domodossola-Milano 1906). Su pista, invece, ebbe maggiore fortuna, divenendo 2 volte campione nazionale di mezzofondo.

## Palmarès

### Pista
- 1908

Campionati italiani, Mezzofondo
- 1909

Campionati italiani, Mezzofondo